# Adachi Kenzō

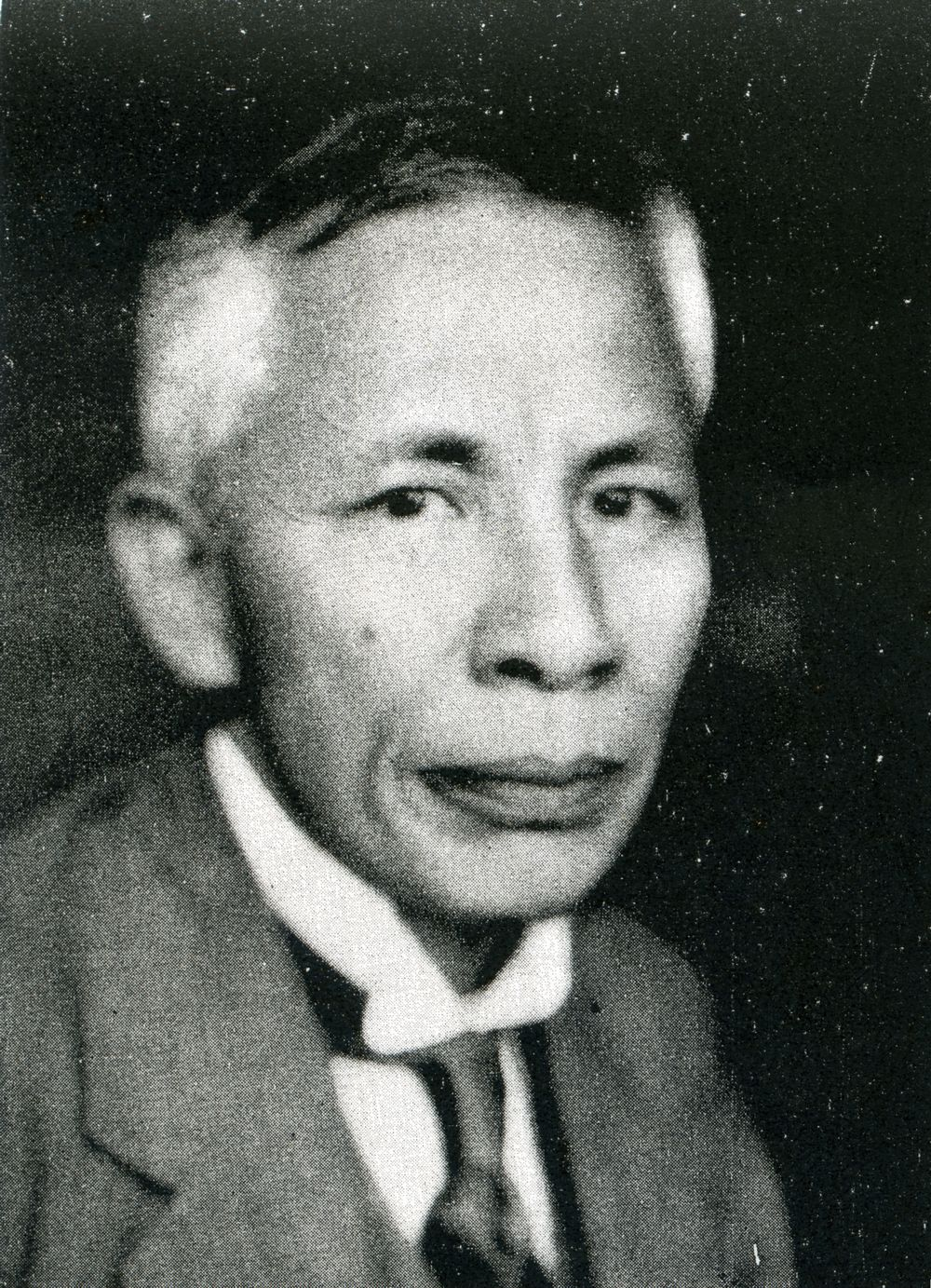
Adachi Kenzō

Adachi Kenzō (japanisch 安達 謙蔵; geboren 22. November 1864 in Kumamoto; gestorben 2. August 1948) war ein japanischer Politiker während der Meiji-, Taishō- und frühen Shōwa-Zeit.

## Leben und Wirken
Adachi Kenzō stammte aus Kumamoto. Er arbeitete als Reporter und gründete einige Zeitungen in Korea. 1895 war er in die Ermordung der koreanischen Königin Min verwickelt, wurde aber freigesprochen. – Er war Gründungsmitglied der „Nationalen Partei“ (国権党) von Kumamoto und ab 1902 Mitglied des Reichstags, in den er 14 Mal wieder gewählt wurde. Von 1913 war er aktiv in der Rikken Dōshikai und später führendes Mitglied der Kenseikai und Minseitō. Adachis politischere Zickzackkurs brachte ihm den Spitznamen „Gott der Wahlen“ (選挙の神様, Senkyō no kamisama) ein.
Adachi war 1925 bis 1927 Kommunikationsminister, erst im Kabinett Katō Takaaki und anschließend im  1. Wakatsuki-Kabinett und von 1929 bis 1931 Innenminister im 2. Wakatsuki-Kabinett. Als er nach dem Mukden-Zwischenfall mit den Militaristen zusammenarbeitete und ein „Kabinett der nationalen Einheit“ befürwortete, kam es zu Auseinandersetzungen im amtierenden Wakatsuki-Kabinett, was zu dessen Sturz beitrug.
Adachi verließ 1931 die Minseitō und organisierte zusammen mit Nakano Seigō die ultranationale „Nationalen Liga“ (国民同盟, Kokumin dōmei), deren Präsident er wurde. – Nachdem er als Berater 1940 im 2. Konoe-Kabinett gewirkt hatte, zog er sich aus der Politik zurück.